# LHS 1126
LHS 1126是一顆位於鯨魚座附近的白矮星，距離地球約29.6光年。